# 국립역사박물관 (불가리아)
국립역사박물관(불가리아어: Национален исторически музей)은 불가리아 소피아에 소재한 국립박물관이다.